# Masakra w Budach
Masakra w Budach (także: bunt w Budach, niem. Budyrevolte) – masakra więźniarek karnej kompanii KL Auschwitz, kwaterującej w podobozie Wirtschaftshof Budy, do której doszło w nocy z 5 na 6 października 1942. Z rąk niemieckich więźniarek funkcyjnych i wartowników SS zginęło wówczas około 90 więźniarek, w większości francuskich Żydówek.

## Podobóz i karna kompania kobiet
W kwietniu 1942 roku na terenie Boru, Bud i Nazieleniec (obecnie przysiółki Brzeszcz) utworzony został podobóz KL Auschwitz. Nazwany został zbiorczo, od nazwy folwarku, Wirtschaftshof Budy, a następnie podzielony na podobozy męski i żeński.
Podobóz żeński był usytuowany na terenie Boru. Po ucieczce polskiej więźniarki Janiny Nowak (czerwiec 1942) został przekształcony w karną kompanię. Osadzone w niej więźniarki zajmowały się głównie oczyszczaniem lokalnych stawów, wyburzaniem domów i budową dróg. Prace były wykonywane pod nadzorem SS-manów z psami i kapo. Połowę z 400 więźniarek stanowiły Polki. Więźniarkami funkcyjnymi były Niemki, głównie prostytutki i kryminalistki.
Karna kompania była rozlokowana w trzech budynkach. Parter murowanego budynku, wykorzystywanego wcześniej jako szkoła, zajmowały niemieckie więźniarki funkcyjne oraz SS-Aufseherin. Poddasze tego samego budynku zajmowały więźniarki – Żydówki francuskie. Pozostałe więźniarki – część Żydówek francuskich, Polki, Rosjanki, Ukrainki, Jugosłowianki i Czeszki – mieszkały w drewnianym baraku bez okien. Ostatni z budynków służył jako kuchnia. Teren podobozu otoczony był podwójnym ogrodzeniem z drutu kolczastego, a w narożnikach rozlokowano wieże strażnicze. Druty nie były pod napięciem.

## Przebieg masakry
W godzinach wieczornych francuska Żydówka wracała po schodach na poddasze budynku współdzielonego z niemieckimi więźniarkami funkcyjnymi. Jedna z funkcyjnych, niemiecka prostytutka Elfriede Schmidt uznała, że widzi w jej ręce kamień. Zawołała na pomoc wartowników SS informując ich, że została przez tę więźniarkę pobita.
W swoich wspomnieniach esesman Pery Broad sugeruje, że powodem dla którego więźniarka funkcyjna wszczęła fałszywy alarm była chęć spotkania się z kochankiem-wartownikiem. Wartownicy nie mogli w nocy przebywać wewnątrz obozu, ale alarm pozwolił im wejść do środka, zaś ogólne zamieszanie dało kochankom czas na osobności. Z kolei szef Politische Abteilung (obozowego gestapo), Max Grabner, twierdził, że masakra była efektem lęku funkcyjnych, które bały się, że żydowskie więźniarki doniosą władzom obozowym o zakazanych stosunkach pomiędzy tzw. „zielonymi” więźniarkami a strażnikami. Dlatego też postanowiły zabić Żydówki.
Po wszczęciu alarmu wartownicy razem z więźniarkami funkcyjnymi wbiegli po schodach na poddasze i rozpoczęli masakrę. Żydówki mordowano za pomocą kijów, pałek i siekier. Niektóre kobiety zepchnięto ze schodów, inne wyrzucono przez okno. Po wypędzeniu więźniarek na zewnątrz masakrę kontynuowano za pomocą kolb od karabinów i strzałów. Liczbę ofiar szacuje się na 90 osób. 
Komendant Rudolf Höß został powiadomiony o stłumieniu rzekomego buntu o godzinie 5 nad ranem.

## Po masakrze
Zaalarmowany Höß osobiście wybrał się na teren podobozu. Po oględzinach miejsca masakry wrócił do Auschwitz i przekazał sprawę do oddziału politycznego. Po jego odjeździe pozostali na Borze wartownicy SS, w celu usunięcia świadków, podjęli próbę zabicia wszystkich więźniarek, które przeżyły masakrę ukrywając się między zwłokami. Przed południem na Bór przybyli kolejni funkcjonariusze SS (służba rozpoznawcza – Erkennungsdienst), których zadaniem była dokumentacja zdarzenia. Wykonali oni fotografie przedstawiające stos leżących trupów oraz ciała więźniarek wiszące na drutach ogrodzenia – część Żydówek dla ratowania się przed śmiercią podjęła desperackie próby ucieczki. Sanitariusze SS kontynuowali proces mordowania świadków aplikując pozostałym francuskim więźniarkom zastrzyki z fenolem. Świadkami przewiezienia ciał ofiar masakry w Budach do obozu macierzystego były więźniarki oczekujące do przyjęcie do obozu (6.10.1942), przewiezione z Ravensbrück. 
SS przeprowadziło śledztwo dotyczące masakry. W jego wyniku 24 października 1942 wykonano wyrok śmierci przez wstrzyknięcie fenolu do serca na sześciu więźniarkach funkcyjnych, w tym na „królowej siekiery” Elfriede Schmidt. 
Oryginały fotografii wykonanych bezpośrednio po masakrze zostały zniszczone, zaś wszystkie odbitki przekazano komendantowi. Nie zachowała się dokumentacja obozowa, która pozwalałaby na imienną identyfikację ofiar. 
Po tym zdarzeniu kompania karna istniała nadal. Została zlikwidowana w marcu 1943 roku.

## Masakra we wspomnieniach Rudolfa Hössa
W swojej autobiografii komendant obozu wyraził następującą opinię na temat masakry:

Do dziś mam przed oczami rzeź w Budach. Nie przypuszczam, żeby mężczyźni byli zdolni do takiego bestialstwa, aby móc postąpić tak jak "zielone" więźniarki, które mordowały francuskie Żydówki; rozrywały je, zabijały siekierami, dusiły. To było straszne.

Chociaż Höss opisywał przebieg zdarzenia jako bunt, w rzeczywistości masakra miała inny przebieg, o czym świadczy zarówno relacja Broada, jak i fakt, że po masakrze więźniarki funkcyjne zamordowano zastrzykami z fenolem.

## Teren podobozu obecnie

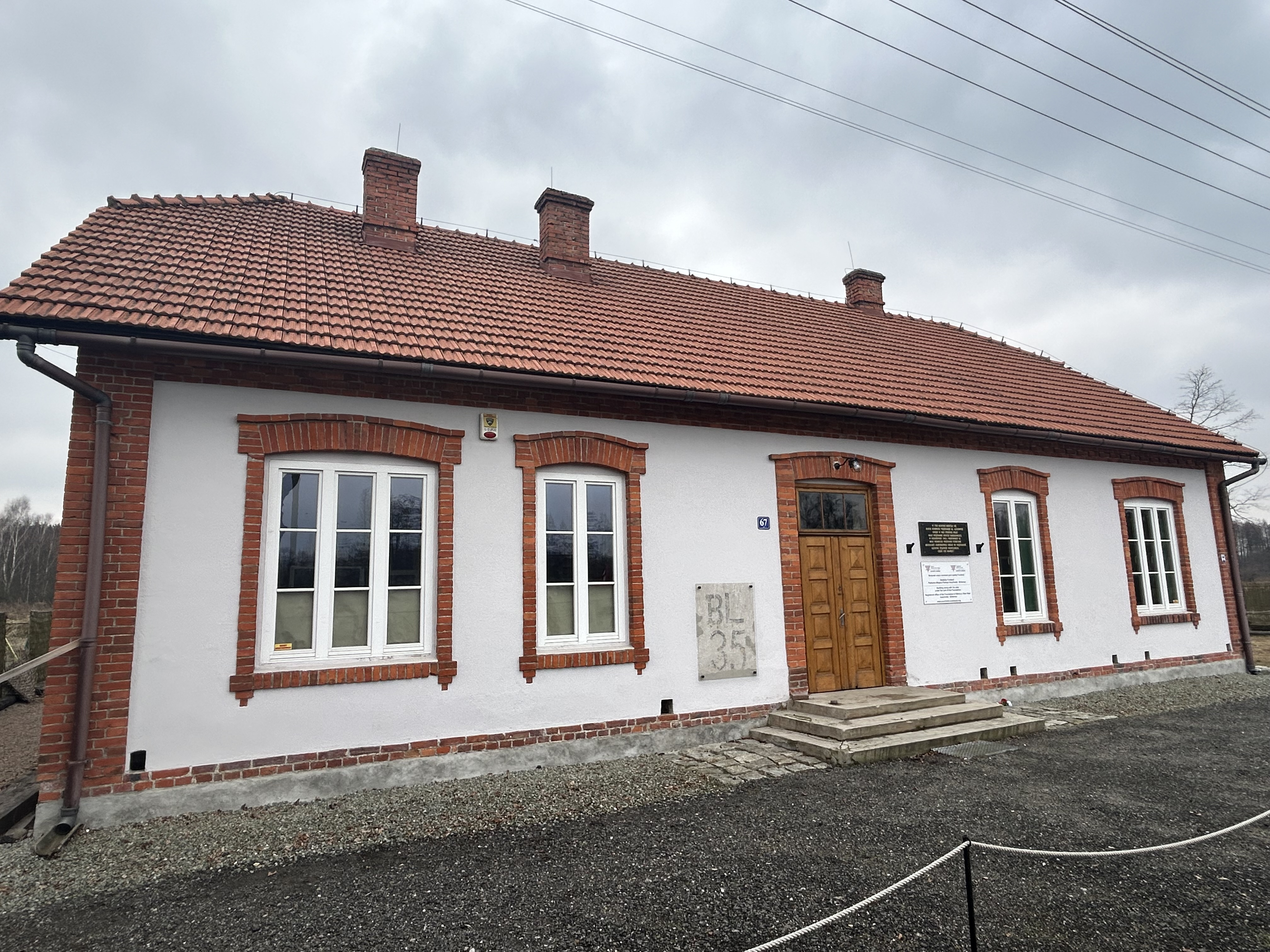
Budynek byłej szkoły, w którym doszło do masakry - stan na rok 2025

Zachował się tylko jeden budynek podobozu (karnej kompanii kobiet). Zburzone zostały kuchnia i drewniany barak, zaś budynek byłej szkoły, w którym rozpoczęła się masakra, został zaadaptowany na przedszkole. Budynek zmienił swoją funkcję po 2014 roku, kiedy to został przekazany Fundacji Pobliskie Miejsca Pamięci Auschwitz-Birkenau. Fundacja prowadzi w budynku działalność ekspozycyjną i edukacyjną. 
Na budynku oraz przed nim umieszczono tablice upamiętniające podobóz, karną kompanię i masakrę.